# Bodenkultur
Der Begriff Bodenkultur umfasst jene Naturwissenschaften und Techniken, die den nachhaltig kultivierenden und planerischen Umgang mit dem natürlichen Boden und seinen wirtschaftlich nutzbaren Erträgen erforschen. Zu letzteren gehören auch der Wald und alle Arten von Nutzpflanzen, die Bodenlebewesen und weitere bodenbezogene Fachgebiete wie der Wasserbau und der Bau von Schutzbauten und Deponien.
Zur Gruppe dieser Fachgebiete zählen unter anderem:
- Landwirtschaft und biologische Nachbardisziplinen wie
  - Agrarbiologie, Pflanzenkunde, Tier- und Pflanzenzucht usw.
- Forstwirtschaft, Waldbau und Gartenbau
- Bodenkunde (Pedologie) incl. relevanter Nachbardisziplinen wie der Bakteriologie
- Lebensmittel-, Gärungs- und Biotechnologie
- Kulturtechnik, Wasserwirtschaft und Bereiche der Geotechnik
- Fernerkundung, Vermessungswesen und Melioration
- Bautechnik bezüglich Naturgefahren, Wasser- und Landwirtschaft
- Regionalplanung, Landschaftsökologie und Landschaftsschutz
- als Grundlagenwissenschaften die Biologie, Geologie und die Geoinformatik
- sowie – je nach Land und lehrender Hochschule – weitere bodenbezogene Fachgebiete.

Bodenkultur ist auch Namensbestandteil einiger Institute und Hochschulen, unter denen die Universität für Bodenkultur in Wien-Währing die bekannteste ist.